# سانتو إستيفاو
سانتو إستيفاو (بالبرتغالية: Santo Estêvão‏)؛ مدنية سابقة في بلدية تاويرا، البرتغال. في عام 2013، اندمجت مع بلدة لوز دي تافيرا وسانتو إستيفاو.